# Martina Naef
Martina Naef (* 23. April 1980) ist eine ehemalige Schweizer Leichtathletin, spezialisiert auf den 400-Meter-Hürdenlauf und den 400-Meter-Lauf.
Naef ist vielfache Schweizer Meisterin und startete für den LV Wettingen-Baden. Sie wohnt in der Nähe von Zürich und ist von Beruf Lehrerin.

## Erfolge
- 2002: Schweizer Meisterin 400-Meter-Lauf
- 2004: Schweizer Meisterin 400-Meter-Hürdenlauf
- 2005: Schweizer Meisterin 400-Meter-Hürdenlauf
- 2006: Schweizer Meisterin 400-Meter-Hürdenlauf; Teilnehmerin Leichtathletik-Europameisterschaften 400-Meter-Hürdenlauf
- 2007: Schweizer Meisterin 400-Meter-Hürdenlauf; Schweizer Hallenmeisterin 200-Meter-Lauf; 6. Platz Universiade 400-Meter-Lauf
- 2008: Schweizer Meisterin 400-Meter-Hürdenlauf
- 2009: Schweizer Hallenmeisterin 400-Meter-Lauf
- 2010: Schweizer Hallenmeisterin 400-Meter-Lauf

## Persönliche Bestleistungen
- 400-Meter-Hürdenlauf: 56,83 s, 29. Juli 2007, Lausanne
- 400-Meter-Lauf: 52,76 s, 22. Juli 2006, Mals, Italien
  - 400-Meter-Lauf: 53,52 s, 1. Juli 2001, Genf, Schweizer U23 Rekord